# ハリー・スタック・サリヴァン
ハリー・スタック・サリヴァン（英: Harry Stack Sullivan、1892年2月21日 - 1949年1月14日）はニューヨーク州生まれのアメリカ合衆国の精神科医、社会心理学者。WHO設立など精神保健の国際化、またDSMの原型となる操作的診断基準を開発したことによって現代精神医療の基礎を築いた。

## 略歴
1892年アイルランド系移民の子としてアメリカ合衆国ニューヨーク州に生まれる。1917年シカゴ医学校卒業。1922年までワシントンにあるセント・エリザベス病院で働き、W. A. ホワイト の指導を受けた。その後シェパード・アンド・イノック・プラット病院にて主として統合失調症患者の治療を行い、1930年ニューヨークにて開業。1930年代末にウィリアム・アランソン・ホワイト研究所を設立し、教育と研究に尽力した。1938年、Psychiatry誌主筆。現代精神医学の源流となるアメリカ社会精神医学の主導者となった。1942年に大統領令による戦時情報局の設立に関わる。WHO設立に係る米国側特使として滞在していたパリで1949年死没。死因に関しては他殺説、自殺説がある。

## 人物

### 生い立ち
1892年、ニューヨーク州シェナンゴ郡に、カトリック系のアイルランド系移民３世として生まれた。頑固で共感性の乏しい父親と不在がちな母親の間で、心細く不安の多い少年時代を過ごす。（この時期、ルース・ベネディクトと同じ学校に在籍しているが、この時点での交流はなかった。）一旦はコーネル大学で物理学を志すも退学し、その後シカゴ医学校で医師免許を取得する。短期間を軍医、産業外科医として過ごした後、2年間をセント・エリザベス病院、その後にシェパード・アンド・エノック・プラット病院で精神科医として勤務する。なお、同性愛への強硬な反発があった時代にありながら、１９２０年代以降は自らの同性愛嗜好を半ば明らかにして活動した。（このために、1960年代以降のゲイ・ムーブメントの先駆けと評価されている。）

### 文化学派、「関与しながらの観察」
サリヴァンは精神障害の発症にかかわる社会文化的要因を重視した。1930年代に彼の主催した「ゾディアック・グループ」に合流した学者には、カレン・ホーナイやエリク・エリクソンといった新フロイト派の精神分析家のほか、言語学者エドワード・サピア、政治学者ハロルド・ラズウェル、文化人類学者ルース・ベネディクトといった社会科学者が多い。彼は「精神医学は対人関係の学である」とし、各発達ステージにおける対人イベントの偏向とその結果について多くの論文を残した。
彼は初期プラグマティズム、文化人類学（特にシカゴ学派）と交流を持ち、その研究手法を精神医学に大きく取り入れている。サリヴァンの言葉として有名な「関与しながらの観察」は、これら社会科学者との交流より得られた、精神活動の客観的観察が可能であるという前提への懐疑を表明したものである。この言葉は行動主義心理学を批判すると同時に、暗にフロイト派精神分析に疑義を投げかけるものであった。
1943年にサリヴァンはWilliam Alanson White Instituteを設立し、これが第二次大戦以降のアメリカにおける精神科医、精神分析家、ソーシャルワーカーの主要な訓練機関となった。初代理事長にクララ・トムソンを指名したが、教育方針をめぐる対立のために数年で辞職している。またこの時期よりチェストナット・ロッジ病院で臨床指導医となり、後に拒食症治療の第一人者となるヒルデ・ブルグを指導している。
1940年代以降、アメリカ精神医学界でサリヴァンの臨床理論は絶大な影響力をもったが、彼の著作は没後ながく出版が差し止められていた。第一にはサリヴァンの同性愛への親和的言説（サリヴァン自身も同性愛者であった）が忌避されたことがある。これに加えて、フロイト理論への批判に対してアメリカ精神医学会から圧力が加えられたことも指摘されている。共産主義陣営との接触を疑われていたことも、マッカシーズム前夜の米国においてサリヴァンへの言及を困難にした。

### 統合失調症治療における実践
サリヴァンは自らの設計した急性期病棟プログラムにおいて、70%近い統合失調症の社会的寛解を実現していた。（この治療成績は、サリヴァンの去った後を継いだWilliam Silverbergによっても確認されている。） 当時の秘書は、彼自身がかつて、統合失調症を発症していたと述べていたといい、サリヴァン自身のかつての経験もその治療論に色濃く反映しているとされる。
彼自身はフェレンツィ・シャーンドルによる精神分析を希望していたが、臨床上の制約から渡欧することができなかった。代わりに、共同研究者であったクララ・トムソンをフェレンツィのもとに送り、そこで学ばせた技法で自らに分析を行うよう指示している。（帰米後にトムソンが用いたのはウィルヘルム・ライヒの技法に近いもので、分析自体もサリヴァンによって中断された。トムソンはこれを「サリヴァンの性格武装のため」と振り返っている。）
またサリヴァンは統合失調症の治療の中から、現代の自閉スペクトラム症を指して「精神病質の幼児psychopathic child」という用語を初めて提出している。

### サリヴァンの理論（「発達論的アプローチ」）
サリヴァンは出生以降の他者との交わりの様式を５つに分けている。
第一がinfancy era（乳児期）であり、ここでは自らに快楽（母乳による空腹軽減）を与える絶対他者（神の前概念）との二値的な関係である。この時期の体験様式を「宇宙的融即cosmic participation」としている。
第二にchildhood era（幼児期）であり、ここでは第一次集団（同じ家に住む家族）との交流、特に支配/服従関係を中心にした交流が営まれる。この時期以降に観察されるの病理として、精神発達遅滞を伴わない対人関係の障害また、幼児期に養育者の生殖器に対する態度（乳児自慰に対する親の過剰反応など）が取り込まれ、「去勢不安」としてみられる情緒的反応を作ると考えた。（幼少期の具体的な対人的イベントによって人格形成が進むという発言は、当時のフロイト派から激烈な反発を受けた。この頃のフロイト派の理論は人格形成がリビドーなどの個人内の力動によって完結すると主張していたためである。）
第三にjuvenile era（児童期）であり、就学によって家族以外の人間と交流し、直接の面識を持たない人間とも書物や伝聞を介して間接的な交流を持つようになる。このときにカースト制、すなわち貧富の差別、人種差別等の萌芽が現れる。
第四にadolescence era（青春期）があり、二次性徴を通して生じた性の葛藤、特に同性・同年代の集団における性の取扱いが主題となる。青春期はさらに三つに分類され、前青春期preadolescence（初めての親友chumを得てから、二次性徴の完了するまでの期間）、青春期中期mid-adolescence（性欲が出現し、それを対人関係の中に位置づけるまでの期間）、青春期後期late-adolescence（性行動のパターン化が完了してからの期間）である。同性間に育まれる広義の性的交流を人格発展の基本的な場としている。性欲の出現する直前、かつ「水入らずの親友」を希求する気持ちの芽生えた前青春期に、精神障害の治療だけでなく、文化史的な意義のあることを指摘している。
なお性の葛藤を対人関係の中で満足に昇華できたものだけがadulthood（成人期）に達する。（なおサリヴァンの著作のなかで成人期に関する記述は、その定義を除けばほぼ皆無である。）

### 統合失調症概念と同性愛
1920年代までの英語圏の精神病理学は、統合失調症の発症直前に同性愛的状況（同性の集まる兵営生活、同性の親とのスキンシップなど）が存在するとしていた。特にサリヴァンの私慕していたEdward J. Kempfはこれを押し進め、統合失調症をacute homosexual panic（急性同性愛パニック）と呼称している。（統合失調症と同性愛をこのように結びつける考えは、アメリカを中心にその後1960年代まで続いた。ゲイ・パニック・ディフェンスも参照のこと。）サリヴァンも自らの理論のなかで、前青春期に同性間の十分な心理的結びつきを形成できなかった少年が、後に文化的圧力から異性愛を強制された際の葛藤が統合失調症の一部に先駆するとしている。この葛藤が解離され、幻聴や思考吹入として再体験されることを統合失調症の基本的な病理と捉えている。この状態を指して、サリヴァン自身の著作では「acute schizophrenic state（急性統合失調状態）」と記されることが多い。
またこれとは独立に、観念が過剰に体系化される「純粋パラノイア」と、過剰に発散している「純粋スキゾフレニア」を両極とする仮想軸上に、個々の統合失調症、強迫性障害、精神病質人格（発達障害を含む）症例が位置づけられると主張する。これはドイツ精神病理学が前提とする層構造（神経症、躁うつ病、統合失調症、器質性精神疾患の順に病理が深いとされる）と対比される、サリヴァン独自の疾患定式である。

### 戦時体制と戦後国際秩序への関与
第一次大戦に従事した兵士に多くの戦時神経症（シェル・ショック）が出て作戦遂行に支障をきたした。サリヴァンはルーズベルト大統領宛の親書にて精神疾患の高リスク者を徴兵段階で除外することの必要性を説き、選抜徴兵局「徴兵選抜局医事通知１号」の発布を主導した。これは非専門家医師にも運用可能な精神医学的スクリーニング法であって、戦後には「精神障害の診断と統計マニュアル（DSM）」の原型になった。また対独心理戦の一環として、プロパガンダや差別煽動による分断工作からの防衛法、カウンター・プロパガンダの必要性について多く発言し、戦時情報局の設立を推進した。
戦後にはUNESCOに召集され世界精神保健連盟を立ち上げ、これを後にWHOの諮問機関とした。

### 社会科学への影響
シカゴ学派の流れを汲むA.L.ストラウス、精神病院をフィールドにしたE.ゴフマンなどの社会科学者がサリヴァンの対人関係論をシンボリック相互作用論の源流として再評価した。

### 日本との関わり
日本では井村恒郎が戦後早期に米国精神医療の泰斗としてサリヴァンを取り上げ、その後に中井久夫が『現代精神医学の概念』を翻訳したことで日本で知られるようになった。強い影響を受けた日本の精神科医に、阪本健二、松本雅彦、斎藤環がいる。自己を他者関係の中に捉える木村敏の著作もサリヴァンの対人関係論の影響が濃い。

## 著作
サリヴァンの生前に発表されたのは講演録であった『現代精神医学の概念』のみである。処女作の『精神病理学私記』は1933年にシカゴ大学出版局より発表予定であったものの、同性愛に対する親和的な記述のために出版妨害を受け死後発表となった。それ以外の著作は論文や講義ノートが死後編纂されたものである。
- 『現代精神医学の概念（英題：Conceptions of modern psychiatry）』中井久夫・山口隆訳、みすず書房、1978
- 『精神医学の臨床研究（英題：Clinical Studies in Psychiatry）』 中井久夫 ほか訳、みすず書房、1986
- 『精神医学的面接（英題：Psychiatric Interview）』中井久夫 ほか訳、みすず書房、1986
- 『精神医学は対人関係論である（英題：The interpersonal theory of psychiatry）』中井久夫 ほか訳、みすず書房、1990
- 『分裂病は人間的過程である（英題：Schizophrenia as a human process）』中井久夫 ほか訳、みすず書房、1995
- 『サリヴァンの精神科セミナー（英題：A Harry Stack Sullivan case seminar）』中井久夫訳（弟子2名の編著）、みすず書房、2006
- 『精神病理学私記（英題：Personal Psychopathology）』阿部大樹・須貝秀平訳、日本評論社、2019
- 『個性という幻想』阿部大樹編訳、講談社学術文庫、2022

### 関連文献
- 『戦争はなぜ起るか』H.キャントリル編 平和問題談話会訳（宮城音弥訳『個人間の緊張と国際間の緊張』収録）
- H. S. ペリー『サリヴァンの生涯 1・2』中井久夫、今川正樹訳、みすず書房
- 中井久夫『サリヴァン、アメリカの精神科医』みすず書房
- 『サリヴァン入門 : その人格発達理論と疾病論』A. H. チャップマン, M. C. M. S. チャップマン、山中康裕監修・武野俊弥、皆藤章訳、岩崎学術出版社
- 『サリヴァン治療技法入門』A. H. チャップマン、作田勉訳、星和書店
- F・バートン・エヴァンス3世『ハリー・スタック・サリヴァン入門　精神療法は対人関係論である』筒井亮太・細澤仁訳
- "Private Practices: Harry Stack Sullivan, the Science of Homosexuality, and American Liberalism" by Naoko Wake, Rutgers University Press, 2011

### エピソード
- "Phobia" by John Vassos, David A. Beronä (Introduction); Dover, 1976 （献呈に「H. S. Sの多彩色の思い出に」と記されている。Vassosはサリヴァンの治療を受けていたと考えられている）
- ウディ・アレンの映画『スターダスト・メモリー』に、サリヴァンの著作『精神医学的面接』が登場する。
- ラルフ・エリソン『見えない人間』（エリソンは学生時代にサリヴァンの秘書として雇われており、自伝的小説である『見えない人間』には彼をモデルにした精神科医が登場する。）